# Диківська сільська рада
| Диківська сільська рада — колишній орган місцевого самоврядування у Знам'янському районі Кіровоградської області з адміністративним центром у с. Диківка. Сільській раді були підпорядковані населені пункти: - с. Диківка |

## Склад ради
Рада складалася з 16 депутатів та голови.

### Керівний склад ради
| ПІБ                            | Основні відомості                                                                                  | Дата обрання | Дата звільнення |
| ------------------------------ | -------------------------------------------------------------------------------------------------- | ------------ | --------------- |
| Коваленко Марія Іванівна       | Сільський голова, 1959 року народження, освіта                                                     | 26.03.2006   | 31.10.2010      |
| Андрієнко Володимир Михайлович | Сільський голова, 1965 року народження, освіта вища, член Всеукраїнського об'єднання 'Батьківщина' | 31.10.2010   |                 |

Примітка: таблиця складена за даними джерела

## Населення
Згідно з переписом УРСР 1989 року чисельність наявного населення сільської ради становила 1867 осіб, з яких 827 чоловіків та 1040 жінок.
За переписом населення України 2001 року в сільській раді мешкало 1614 осіб.

### Мова
Розподіл населення за рідною мовою за даними перепису 2001 року:
| Мова       | Відсоток |
| ---------- | -------- |
| українська | 93,68 %  |
| російська  | 4,27 %   |
| молдовська | 1,30 %   |
| білоруська | 0,25 %   |
| польська   | 0,06 %   |
| угорська   | 0,06 %   |
| інші       | 0,38 %   |